# هاري كوب
هاري كوب (بالإنجليزية: Harry Cope)‏ هو لاعب كرة قدم أسترالية أسترالي، ولد في 28 يناير 1881 في Heathcote, Victoria ‏ في أستراليا، وتوفي في 6 نوفمبر 1947 في بنديجو في أستراليا.

## وصلات خارجية
- هاري كوب على موقع AustralianFootball.com (الإنجليزية)
- هاري كوب على موقع AFLtables.com (الإنجليزية)